# FEAR Extraction Point
 (novembre 2018).
Si vous disposez d'ouvrages ou d'articles de référence ou si vous connaissez des sites web de qualité traitant du thème abordé ici, merci de compléter l'article en donnant les références utiles à sa vérifiabilité et en les liant à la section « Notes et références ».
F.E.A.R. Extraction Point est une extension pour le jeu de tir à la première personne F.E.A.R. Elle est disponible depuis octobre 2006 sur PC, ainsi que sur Xbox 360 dans FEAR Files, sorti en 2007.
L'histoire se déroule juste après les évènements de F.E.A.R.